# Werner Bergengruen
Werner Bergengruen (ur. 16 września 1892 w Rydze, zm. 4 września 1964 w Baden-Baden) – pisarz niemiecki, przedstawiciel ruchu renouveau catholique.

## Biografia
Werner Bergengruen urodził się w Rydze 16 września 1892 roku. W twórczości podejmował tematy związane z moralnością władzy i dyscypliny społecznej. Zaliczany do ruchu renouveau catholique. Został wykluczony z Izby Piśmiennictwa Rzeszy (niem. Reichsschrifttumskammer), stając się tym samym jednym z tzw. emigrantów wewnętrznych. W 1935 roku wydał powieść Władca i sąd, przetłumaczoną na język polski i wydaną w 1960 roku. W 1949 roku opublikował Znak ognia (wydanie polskie w 1963 roku). Jego zbiór opowiadań Trzy sokoły z 1936 roku ukazał się w Polsce w 1964 roku. Bergengruen pisał również poezję. W 1958 otrzymał Pour le Mérite za Naukę i Sztukę Zmarł 4 września 1964 w Baden-Baden.